# Frafjordtunnel
Der  Frafjordtunnel  ist ein einröhriger Straßentunnel zwischen Gilja und Frafjord in der Kommune Gjesdal der norwegischen Provinz Rogaland.
Der Tunnel im Verlauf des Fylkesvei 281 ist 3812 m lang.  Er ersetzte den alten Weg über das Giljafjell. Wie bei vielen norwegischen Straßentunneln gibt es bei bestimmten Witterungsbedingungen Schwierigkeiten mit beschlagenen Fahrzeugscheiben (Taupunkt).